# Силин, Алексей Дмитриевич
Алексей Дмитриевич Силин (7 октября 1937 — 16 июля 1994) — российский учёный в области механизации, электрификации и автоматизации сельскохозяйственного производства, член-корреспондент ВАСХНИЛ (1990).

## Биография
Родился в с. Крык-Ошак Сыньцзян-Уйгурского национального округа КНР. Окончил Алтайский СХИ (1960).
Главный инженер:
- 1960—1964 совхоза Лобяжинский Алтайского края,
- 1964—1965 опытного подсобного хозяйства «Рогово»,
- 1965—1969 Серпуховского межрайонного управления сельского хозяйства,
- 1969—1971 Московского областного управления сельского хозяйства.
- 1971—1972 совхоза-комбината «Московский».

На руководящей и научной работе:
- 1972—1974 заместитель начальника, начальник отдела механизации и электрификации Московского областного управления сельского хозяйства.
- 1974—1976 заместитель главного инженера института Гипронисельхоз МСХ СССР,
- 1976—1979 директор совхоза «Искра» Московского областного управления сельского хозяйства МСХ СССР,
- 1979—1982 ученый секретарь сектора механизации и электрификации Всероссийского отделения ВАСХНИЛ.
- 1982—1985 главный инженер-консультант Национального института животноводства Минвуза Республики Куба.
- 1985—1992 учёный секретарь (1985—1986), заместитель председателя (1986—1990) Президиума Всероссийского отделения ВАСХНИЛ.
- 1990 и. о. главного учёного секретаря РАСХН.
- 1990—1992 главный научный сотрудник Аграрного института.
- 1992—1994 главный научный сотрудник Всероссийского НИИ инновационных проблем и маркетинга в АПК.

Доктор сельскохозяйственных наук (1992), член-корреспондент ВАСХНИЛ (1990). Награждён медалями «За освоение целинных земель» (1956), «Ветеран труда» (1985).
Автор около 50 научных трудов, 8 изобретений.
Сочинения:
- Определение приоритетности научных направлений в сельском хозяйстве: рекомендации / Н.-и. и проект.-технол. ин-т механизации и электрификации сел. хоз-ва. — Зерноград, 1990. — 358 с.
- Оценка деятельности научно-исследовательских учреждений: (мат. модель) / соавт. Н. А. Полев // Вестн. с.-х. науки. 1987. № 5. С. 42-49.

## Семья
Был женат, имел двоих сыновей. 
- Сын Андрей (1959 — 1 ноября 2022) — водитель-ас, работал в Управлении МИД РФ по обслуживанию дипломатического корпуса (УпДК)

- Сын Александр (1962—2012) — киноактёр

Все трое похоронены на Николо-Архангельском кладбище. 